# Virus de la diarrea viral bovina
El virus de la diarrea viral bovina (VDVB) és un pestivirus de la família Flaviviridae, format per ARN, amb capacitat de recombinació. Causant de la malaltia Diarrea Viral Bovina, de caràcter infecto-contagiosa, simptomatologia variable, depenen de la soca actuant, edat i estat immunitari de l'animal. Es caracteritza per trastorns respiratoris, diarrea, avortaments, caiguda sobtada de la producció de llet i morts súbdites. És un dels patògens més comuns dels bòvids en el món. Presenta una elevada homologia amb altres membres del grup pestivirus com el virus de la pesta porquina clàssica i el virus de la malaltia de la frontera del bestiar oví. El virus presenta múltiples soques que es poden classificar en dos grans serotips: serotip 1 i serotip 2. Ambdós poden provocar quadres aguts de gravetat variable.
Afecta principalment al bestiar boví en totes les edats. Aquests virus està estes per tot el món. Els símptomes varien des d'un caràcter subclínic fins a una malaltia fulminant, acabant amb la vida de l'animal anomenada malaltia de les mucoses. Generalment les infeccions agudes poden produir una diarrea passatgera o pneumònia, en forma de brots que afecten a grups d'animals.
S'han descrit formes agudes de la malaltia amb una mortalitat alta, associades sovint, encara que no sempre, a una síndrome hemorràgica. Encara que la major part de les infeccions dels vedells joves són lleus i passen clínicament inadvertides. El virus es difonen principalment per contacte entre el bestiar. La transmissió vertical té un paper important en la seva epidemiologia i patogènia.
Es poden distingir biotips citopatogènics (CP) i no citopatogènics (NCP) en funció dels efectes del virus sobre cultius de teixits. Les soques poden mutar del biotip NCP al CP. El VDVB presenta un grau molt alt de variabilitat genètica, es poden produir recombinacions entre soques.
Cada biotip té un paper específic i una gran varietat de signes clínics, poden presentar formes com infeccions cròniques, agudes i congènites. Els virus de tipus 2 són generalment no citopatogènics, estan associats amb brots d'infecció aguda severa i la síndrome hemorràgica.
Els virus de tipus 2 recentment aïllats en el Regne Unit s'han associat amb una malaltia indistingible, la qual està relacionada amb el virus de tipus 1 que s'ha aïllat amb major freqüència. Alguns aïllaments de tipus 1 han estat associats amb brots de la malaltia molt greus i fatals en bestiar adult d'aparença clínica no greu, per tant, les infeccions clínicament asimptomàtiques són comuns amb ambdós genotips.

## Història
Descoberta per primera vegada l'any 1946, coneguda com a Diarrea Viral Bovina en els Estats Units d'América Arxivat 2017-02-20 a Wayback Machine.. En aquell mateix any Olafson la va descriure com una malaltia transmissible del bestiar, caracteritzada per febre, diarrea, anorèxia i tos, la qual corresponia a la forma epidèmica de la malaltia com infecció post natal vDVB (virus de la diarrea viral bovina), i presenta, a més, diarrea intensa de curta durada, leucopènia, descens temporal en la producció de llet i avortaments.
Ramsay i Chivers l'any 1953, van descriure la malaltia esporàdica amb diarrea intensa i profusa, lesions ulceratives del tracte gastrointestinal i amb una mortalitat del 100%, la qual van denominar la malaltia de les mucoses (MM). Més tard, es va deduir que la diarrea viral bovina i la malaltia de les mucoses eren dos trastorns de diferent presentació ocasionades pel mateix virus.
El estudi de la malaltia va perdre interès entre els anys 70 i 80. A partir dels anys 80 es va descobrir l'àmplia gamma de presentació de la malaltia, la seva importància com entitat immunosupressora i els seus efectes en la producció i la reproducció.
Actualment la DVB es considera mundialment com una de les primeres malalties d'importància econòmica.
La presencia del vDVB a Colombià data de l'any 1975, any en el qual un lot de vedelles Holstein, importades des de Holanda, va desenvolupar un quadre clínic de MM (malaltia de les mucoses), diagnòstic que va ser confirmat pel govern Holandes.
Posteriorment Griffiths i companyia l'any 1982 van realitzar un mostreig serològic en bovins de llet, trobant positives nou sub-regions naturals de Colombia.
L'any 1987, Gallego va demostrar la presencia de DVB en la Sabana de Bogotà, associada a quadres clínics tal com avortaments i retards en el creixement.
En el 1990, Mogollón va descriure per primera vegada un cas de la malaltia de les mucoses, amb aïllament dels biotips del virus: NCP i CP (no citopatogènic i citopatogènic respectivament).
Per acabar l'any 1996 es va demostrar a Colombià per primera vegada la prensència d'animals immunotolerants, persistentment infectats per DVB.
Aquesta malaltia està distribuïda mundialment i la infecció tendeix a ser endèmica en les poblacions bovines; en la majoria dels països arriben a nivells de 0,5 a 2% en bovins persistentment infectats (PI) i del 60 al 80% en bovins seropositius.

## Estructura i tipus
El vDVB (virus de la diarrea viral bovina) és un virus que mesura entre 40 i 60nm de diàmetre, és esfèric i està embolcallat.
Està compost per una cadena simple d'ARN compactat per una càpside proteica i envoltada per una membrana fosfolipídica amb tres glicoproteïnes ancorades.
Es caracteritza sobretot per la seva variabilitat genètica i antigènica. Els virus ARN tenen plasticitat degut a la falta d'una exonucleasa eficient per corregir les bases mal incorporades provocant una substitució de base d'alta freqüència. Hi ha 1 error per cada 10.000 nucleòtids polimeritzats.
Aquesta variabilitat és utilitzada pel vDVB com a estratègia de supervivència, ja que crea soques mutants que escapen de la resposta immunològica de l'hoste. També provoca una sèrie de manifestacions clíniques i lesions que dificulta tant el seu diagnòstic com també l'ús de vacunes monovalents.
La variabilitat junt amb la seva propera relació amb altres membres del gènere Pestivirus (virus de la Pesta porcina clàssica i virus de la Malaltia de la Frontera de l'oví) també provoca una certa dificultat en la classificació del vDVB.
Si ens fixem en els seus efectes sobre cultius cel·lulars, els Pestivirus es divideixen en biotipus citopatogènics (CP) i no citopatogènics (NCP).
Els virus NCP no ocasionen canvis visibles al cultiu cel·lular. Però això no vol dir que els biotipus NCP siguin no patogènics, en realitat és el biotipus predominant a la natura i és l'únic capaç de provocar una infecció persistent.
Els virus CP provoquen vacuolització i mort cel·lular. Aquest biotipus s'aïlla només d'animals amb malaltia mucosa i s'originen a causa d'una mutació a partir del biotipus NCP (o bé per disminució de fragments del genoma viral, o per inserció de fragments d'ARN cel·lular o bé per duplicació i reordenament de l'ARN víric.
Tot i haver-hi moltes variacions en la virulència de les diverses soques aïllades del vDVB, no s'han trobat marcadors de virulència que permetin un sistema de classificació a partir de la patogenicitat.
El millor mètode per classificar els Pestivirus és la genotipificació. Així, el vDVB es divideix en 2 genotips, genotip 1 i genotip 2. El genotip 1 es pot dividir en 11 genogrups i probablement en futurs anàlisis hi apareixeran nous genogrups.

## Transmissió i cicle viral

### Transmissió
El VBVD es considera endèmic en diversos països i s'ha
comprovat que entre un 70 i un 100% de les granges estan o han estat infectades en algun moment per aquest virus. És un virus que es transmet molt ràpidament i per diverses vies.
Hi pot haver transmissió tant vertical com horitzontal i directament o indirecta. La primera manera d'infectar-se és a través del
contacte amb un animal o amb les secrecions/excrecions d'aquest, perquè tots els animals infectats, ja sigui de manera aguda o de manera persistent (no tant greu) expulsa el virus. S'ha comprovat que de manera crònica se'n expulsa més quantitat, ja que l'animal representa un reservori natural per al virus.
Una altra manera d'infectar-se és mitjançant les vaques gestants que passen el virus als seus fetus, és a dir, hi ha transmissió transplacentària; si el fetus és infectat per un biotipus NPC abans de d'adquirir competència immunològica desenvoluparà una infecció persistent. D'un lot de vaques infectades sempre surten lots de vedells infectats.
També pot haver-hi transmissió directament o indirecta a l'hora de fecundar, ja que els mascles poden contenir el virus molt temps als testicles i excretar-lo amb el semen. Si hi ha munta es transmetrà la VBVD com una venèria o es pot transmetre de manera indirecta mitjançant la inseminació artificial o durant la transferència d'embrions.
Finalment, l'última manera de transmetre's és de manera indirecta per la reutilització d'agulles, guants rectals i diferent material que pot estar en contacte amb les secrecions de l'animal d'una vaca a una altra.

### Cicle viral
Un cop el VBVD ha entrat en contacte amb la mucosa oral, la mucosa nasal o el tracte reproductiu, es replica a les cèl·lules epitelials, cal destacar que té predilecció per la tonsil·la palatina i la mucosa nasal. A partir d'aquí el virus es desplaça cap als nòduls limfàtics abans d'establir-se com a virèmia. El virus pot desplaçar-se a través de la sang lliurement o associat a leucòcits en especial monòcits o limfòcits; però en general sol infectar teixits limfoides com les tonsil·les sobretot, el tim i l'ili. També sovint s'infecten la medul·la òssia i la mucosa intestinal, i amb menys quantitat les plaques de Peyer. Tot i així hi ha gran variabilitat sobre els teixits que infecta segons el biotipus del virus, encara que s'ha comprovat que a més distribució de teixits infectats més virulent és.

## Signes Clínics
El vDVB és responsable d'originar un ampli rang de manifestacions clíniques i lesions com a resultat de la interacció de factors com ara : cep i biotip viral, edat i estat immune de l' hoste, resposta immune induïda, factors estressants i altres patògens concurrents.
- Infecció subclínica: Als EUA i al Canadà el 70-99% dels casos transcorre de forma subclínica, tot i que si s'observen correctament els animals, es pot diagnosticar febre i leucopènia. Normalment tenen una recuperació ràpida degut als anticossos neutralitzants. Moltes vegades aquesta infecció també predisposa l'individu a altres infeccions degut al caràcter immunosupressor del virus.
- Diarrea Viral Bovina: És la forma aguda de la infecció. Quant el BVD va ser descrit era la forma de major presentació i es donava amb diarrees d'aquí el nom. Ara mateix només es troba en un 1-5% dels casos en animals de 6 mesos a 2 anys. Clínicament el que observem en aquests animals és: febre de 41-42 °C, augmentada leucopènia, descarrega nasal i ocular, erosions en la mucosa oral i a vegades diarrees.
- Infecció neonatal: Els individus es poden infectar de forma perinatal, és a dir, en les últimes etapes de la gestació o postnatal, patint una diarrea quasi fatal, per tant és possible que BVD jugui un paper fonamental en les malalties entèriques en els individus acabats de néixer.
- Infecció Venèria: Degut al semen del toro infectat per infecció aguda o durant l'etapa fetal, que conté BVD. Observem espermatozoides amb motilitat reduïda i també poden presentar anomalies morfològiques. Tot i així el virus afecta a la fertilització i no a la concepció. Pot ser un problema passatger i eliminar-se quan la vaca adquireixi immunitat contra el virus.
- Infecció Transplacentària: És de gran impacte en ramats lleters, on les mares alleten els seus fills durant cert període, si aquestes estan infectades de forma aguda o subclínica es pot produir una transmissió transplacentària. L'efecte del virus en el fetus és variable segons l'etapa gestacional i el biotip del virus infectant. Poden trobar-nos amb una mort fetal o avortament, aparició de defectes congènits, immunotolerància i, per tant, tindre un individu IP o infecció per BVD però superada pels anticossos neutralitzants.
- Infecció persistent: Individus que neixen de femelles IP o de susceptibles amb NCP, aquests presenten aparença vulnerable, afectació respiratòria i entèrica, i més de la meitat moren abans del primer any de vida. Aquests són els reservoris i disseminadors del virus i particularment susceptibles a patir la malaltia de les mucoses de forma fatal.
- Malaltia de les mucoses: Es caracteritza per diarrea sagnolenta i mucus, deshidratació, severa leucopènia i mort al cap de pocs dies de presentar els signes clínics. En aquest cas les lesions que es veuen amb major magnitud són les ulceres i erosions del tracte digestiu. La mortalitat pot arribar a més del 50%. Aquesta presentació ocorre quan hi ha coinfecció o superinfecció amb el biotip CP. S'ha d'aclarir que no sempre que tenim biotip CP+NCP ocorre la malaltia.
- Diarrea Viral Bovina Crònica: L'animal presenta diarrea de manera intermitent i crònica, ulceres a la cavitat buconasal, a les zones interdigitals, debilitament i mort després d'unes setmanes de patir la malaltia. Aquesta presentació és conseqüència de la malaltia de les mucoses o d'una infecció aguda de BVD.

## Diagnòstic
El diagnòstic del vDVB (virus de la diarrea viral bovina) es basa únicament en l'aÏllament del virus o detecció de l'antigen viral específic. L'objectiu principal del diagnòstic és la detecció de bovins PI (persistentment infectats), principal font d'infecció i reservori del virus.

### Tècniques de diagnòstic
En el laboratori, el vDVB pot ser diagnosticat mitjançant els següents procediments:  
- Aïllament viral: El virus pot aïllar-se en monocapes d'alguns cultius cel·lulars bovins (ronyó, pulmons, testicles, ganglis, melsa o sang amb EDTA). En principi, aquest mètode no causa problemes sempre que la recol·lecció i el transport de la mostra al laboratori sigui l'adequat, i que el laboratori disposi de cèl·lules susceptibles i lliures de vDVB endogen, i per acabar, que compti amb reactius de bona qualitat. Donat que els dos biotips del virus (NCP i CP) poden donar lloc als mateixos signes clínics, es suposa que es pot aïllar qualsevol dels dos biotips. Si el biotip és CP (menys freqüent) s'observa la lesió característica en el cultiu cel·lular o efecte citopatogènic; si es tracta del biotip NCP (el més comú) no es produeix cap lesió citopàtica, per tant, és necessària una prova addicional, la prova d'immunofluorescència o la immunoperoxidasa. El mètode de l'aïllament viral és car i requereix diversos dies o setmanes per obtenir el resultat, però és molt sensible.
- Detecció d'antígens virals en mostres de teixit: La majoria estan basats en el principi de l'ELISA tipus sandvitx, amb un anticòs de captura lligat a la fase sòlida, i un detector d'anticòs conjugat a un sistema de senyal, tal com la peroxidasa. Es descriuen dos sistemes basats en anticossos monoclonals i policlonals. La prova és adequada per a la detecció d'animals infectats persistentment i en general mesura l'antigen de DVB en lisats de leucòcits perifèrics de la sang. L'ELISA pot tenir una baixa sensibilitat en presència d'anticossos contra el BVDV del calostre. En presència d'anticossos, s'hauria d'usar la PCR amb transcripció inversa (RT-PCR), ja que és el mètode de detecció més sensible en aquesta circumstància.
- Detecció d'anticossos contra el vDVB (diagnòstic serològic): Consisteix a detectar els anticossos produïts l'animal infectat pel virus DVB mitjançant la prova de neutralització del virus. Aquest mètode requereix l'ús de cultiu cel·lular i una soca de vDVB de laboratori citopatogènic, per facilitar l'observació de la neutralització viral o com un sistema indicador de la neutralització del virus, pels anticossos presents en les mostres de sèrum o fluids fetals en investigació. El diagnòstic a través d'aquesta prova requereix un doble mostreig obtinguts en la fase aguda i en la fase de convalescència. Les dues mostres hauran de ser treballades en el laboratori en les mateixes condicions per comparar els títols d'anticossos en ambdues mostres. Un increment del títol d'anticossos definirá el diagnòstic d'infecció per vDVB.
- Immunohistoquímica: La IHQ es realitza, rutinàriament, en teixit fixat en formalina i encastat en parafina. Possibilita l'estudi retrospectiu de mostres enviades per examen histopatòlogic i permet una precisa associació entre l'antigen viral amb tipus cel·lulars i lesions histològiques. La IHQ de teixits fixats en formalina és el mètode de diagnòstic més convenient per la detecció del vDVB en fetus. En casos de fetus amb avançada autólisi, la IHQ del cervell fixat en formalina es recomana sobre l'aïllament viral i la detecció d'antigen per ELISA. Les mostres fixades en formalina són més estables que les mostres de sang o sèrum, evitant-se així falsos negatius per autòlisi o putrefacció, i els anticossos calostrals no interfereixen amb la tècnica, permetent analitzar vedells neonats. Els mètodes de marcatge amb enzim són útils per detectar antigen de BVDV en talls de teixit. És important que els reactius i procediments utilitzats estiguin completament validats, i que s'elimini la reactivitat inespecífica. Per a ramat infectat persistentment pot utilitzar-se gairebé qualsevol teixit, però s'obtenen millors resultats amb nòduls limfàtics, tiroides, pell, cervell, quarta cavitat del rumen i placenta.
- PCR: La reacció en cadena de la polimerasa (PCR) és un mètode ràpid, sensible, que detecta diversos vDVB i permet investigar un gran nombre de mostres en un temps curt. La seva sensibilitat permet detectar el virus en mostres de sang i llet de tanc. No obstant, la seva elevada sensibilitat pot originar resultats falsos positius. Consisteix a detectar ARN víric de DVB, però es necessita precaució en la interpretació dels resultats, ja que la detecció d'ARN víric no implica sempre que el virus infecciós estigui present. Es pot utilitzar la PCR múltiple per amplificar i tipificar el virus de cultiu cel·lular, o de mostres de sang, originant productes de PCR de diferent mida.

### Diagnòstic diferencial
Neosporosi bovina, Rinotraqueitis infecciosa bovina (IBR), Brucel·losi, Enteritis hemorràgiques causades per bacteris del gènere Clostridium, Salmonel·les, Enterobacteris com l'Escherichia Coli i la seva manifestació de complexa diarrea neonatal en vedells menors de 5 dies d'edat, estomatitis erosiva, pesta bovina, febre catarral maligna, febre aftosa i llengua blava.

## Prevenció i control
Els recents avenços en el coneixement de la patogènesi i epidemiologia del BVD indiquen que és poc factible mantenir hatos lliures de BVD, de manera que l'objectiu ha de ser la prevenció i control a través de tres aspectes fonamentals .

### Bon control sanitari
La finalitat és evitar l'ingrés del virus al ramat. Amb aquest propòsit es busca evitar una sèrie de factors: l'ús múltiple de l'agulla hipodèrmica, contacte amb altres remugants que poden ser portadors del virus, l'ús de germoplasma de dubtosa procedència i l'ús de vacunes amb virus vius modificats, el lliure ingrés d'animals a l' hato anàlisi prèvia pecat, l'estrès, etc.

### Identificació i remoció dels animals persistentment infectats
Aquesta és una de les mesures d'enorme transcendència, ja que els animals amb infecció persistent (immunotolerants) són els principals disseminadors del virus. Afortunadament aquests animals no superen el 2% però en alguns ramats poden assolir percentatges superiors.
Aquest procediment s'ha de fer quan hi ha sospites de tenir la infecció en el ramat ; per exemple : increment de la freqüència d'avortaments, neixen vedells febles o amb malformacions congènites o increment en el nombre de vaques que repeteixen el zel. En aquesta situació, s'ha de mostrejar tots els animals majors a 6 mesos. Si en el ramat hi ha BVD, la prevalença ha de ser alta i els negatius han de ser considerats sospitosos i eliminats del ramat si el percentatge d'aquests animals és mínim.

### Vacunació
Actualment hi ha dos tipus de vacunes: amb el virus viu modificat o amb el virus mort o inactivat .
La vacuna de virus viu modificat té l'avantatge de produir alts nivells d'anticossos sense la necessitat d'una segona dosi, per aquesta raó és adequada per al bestiar de criança extensiva però té el desavantatge de produir immunosupressió predisposant l'animal a altres infeccions. Per exemple, en animals estressats s'incrementa la mortalitat per problemes respiratoris. No pot usar-se en animals gestants i pot revertir a la virulència causant seriosos problemes.
La vacuna de virus mort té el desavantatge de requerir una segona dosi per induir els anticossos a nivells protectors, però és segura, no és immunosupressora i pot usar-se en vaques gestants. Per les facilitats del maneig aquesta vacuna és recomanada en bovins d'explotació intensiva. Actualment existeixen moltes marques comercials i la tendència és la utilització de vacunes de virus mort polivalents amb dos o més soques de virus

## Tractament
No existeix un tractament específic, però es poden disminuir les pèrdues i la duració del període de convalescència a través d'un tractament simptomàtic. Com per exemple utilitzant astringents i solucions parenterals d'electròlits.
Sempre s'han de detectar els individus IP i aïllar-los / eliminar-los lo abans possible, és una mesura de control però també de tractament des del punt de vista d'erradicació de la malaltia.